# Analyta
Analyta és un gènere d'arnes de la família Crambidae.

## Taxonomia
- Analyta apicalis Hampson, 1896
- Analyta albicillalis Lederer, 1863
- Analyta beaulaincourti Rougeot, 1977
- Analyta calligrammalis Mabille, 1879
- Analyta gammalis Viette, 1958
- Analyta heranicealis (Walker, 1859)
- Analyta nigriflavalis Hampson, 1913
- Analyta pervinca Ghesquière, 1942
- Analyta semantris Dyar, 1914
- Analyta vansomereni Tams, 1932

## Espècies antigues
- Analyta aldabralis (Viette, 1958)